# Kapitaldienst
Kapitaldienst sind alle Ausgaben eines Kreditnehmers, die aus seinen aufgenommenen Schulden herrühren, insbesondere Zinsen und Tilgung.

## Allgemeines
Der Kapitaldienst führt zunächst einmal zu Ausgaben und belastet deshalb die Liquidität. Die Zinszahlung als Teil des Kapitaldienstes ist zudem ein Kostenfaktor (Zinsaufwand), der zu einer Gewinnminderung bzw. Verlusterhöhung führt. Diese Gemeinsamkeiten treffen auf alle Arten von Schuldnern zu, die Kapitaldienst erbringen müssen. Dazu gehören Unternehmen, der Staat und dessen Gebietskörperschaften und natürliche Personen.

## Ermittlung
Zum Kapitaldienst gehören alle im Zusammenhang mit der Kreditaufnahme stehenden Zinsaufwendungen und Zinsnebenkosten, insbesondere Gebühren für Kreditvermittlung, Disagio, mit der Kreditaufnahme verbundene Bankgebühren, Emissionskosten für begebene Schuldverschreibungen oder Leasinggebühren. Nicht dazu gehört die Verzinsung der Pensionsrückstellungen. Zu den Tilgungen werden alle Rückzahlungen von Krediten gerechnet wie Annuitäten, Ratentilgungen oder Tilgung in einer Summe am Fälligkeitstag (bei so genannten „bullet loans“). Auch Tilgungssurrogate bei Privatpersonen wie etwa die Ansparleistungen von Kapitallebensversicherungen, Rentenversicherungen oder Bausparverträgen gehören zum Kapitaldienst.

## Kennzahlen
Der Kapitaldienst ist als solcher noch keine betriebswirtschaftliche Kennzahl im engeren Sinne, sondern er wird erst in Verbindung mit anderen Daten zu einer Schuldenkennzahl wie der Zinslastquote, dem Zinsdeckungsgrad, dem Schuldendienstdeckungsgrad, der Kapitaldienstgrenze oder der Kapitaldienstfähigkeit. Der Kapitaldienst zeigt an, wie viel Erträge eine (ganz oder teilweise) mit Fremdkapital finanzierte Investition mindestens im Durchschnitt pro Periode erwirtschaften muss, um die Ausgaben für den Kapitaldienst decken zu können. Bei unternehmerischen Kalkulationen und Investitionsrechnungen ist zusätzlich die von der finanzierten Investition ausgelöste Abschreibung zum Kapitaldienst hinzuzurechnen, weil sie mit verdient werden muss.
Der Kapitaldienst (in Form des Zinsaufwandes) ist analytisch ein Teil des EBT (Ergebnis der gewöhnlichen Geschäftstätigkeit), zu dem der Zinsaufwand wieder hinzugerechnet wird (und der Zinsertrag abgezogen wird), um den EBIT zu ermitteln.

## Folgen
Bei Unternehmen mit hohem Eigenkapitalanteil ist der Kapitaldienst relativ gering und belastet die Kosten bzw. die Liquidität wenig und umgekehrt. Je höher der Verschuldungsgrad ist, umso größer ist das Risiko, bei strukturellen oder konjunkturellen Umsatzrückgängen den Kapitaldienst noch leisten zu können. Bei Investitionsentscheidungen ist empirisch erwiesen, dass Unternehmen mit einer hohen Zinslastquote zugleich niedrigere Investitionsquoten aufweisen, weil der Schuldendienst einen starken Einfluss auf die Investitionstätigkeit ausübt. Die Kapitaldienstfähigkeit ist von Kreditinstituten im Vorfeld der Kreditgewährung zu prüfen. Sie ist ein wesentliches Kriterium beim Rating eines Schuldners.
Der Kapitaldienst darf die Kapitaldienstgrenze nicht übersteigen, da sonst Zins- und Tilgungsleistungen nur durch einen Abbau des Vermögens oder durch zusätzliches Eigen- oder Fremdkapital bestritten werden können. Falls dies nicht möglich ist, liegt eine Verschuldungskrise vor, und es droht die Zahlungsunfähigkeit (Insolvenz).